# Superliga Grega de 2023–24
A Superliga Grega de 2023–24 (conhecida como Stoiximan Super League por motivos de patrocínio) foi a 88ª edição do Campeonato Grego de Futebol, a principal divisão do futebol grego desde de sua fundação em 1959. Teve como campeão o PAOK FC, que conquistou o título pela quarta vez em sua história.
A temporada começou em 18 de agosto de 2023 e terminou em 19 de maio de 2024.
O PAOK foi o campeão da competição, tendo o título decretado na última rodada após derrotar, fora de casa, o Aris por 2–1, com o gol da vitória marcado pelo brasileiro Taison, resultado que assegurou a liderança com dois pontos de vantagem sobre o segundo colocado, AEK FC, que também venceu seu último confronto. O PAOK FC conquistou o quarto título do Campeonato Grego em sua história, o último havia sido na temporada 2018–19.

## Visão Geral

### Formato
O Campeonato é realizado em duas fases, sendo elas a Temporada Regular (Fase 1) e a Fase de Play-offs e Play-outs (Fase 2). Na Temporada Regular serão disputadas 26 partidas em 2 turnos de 13 rodadas cada, onde em cada rodada todas as equipes competirão contra todas as outras por empate.
Após o final da Temporada Regular as equipes classificadas de 1 a 6 participarão dos Playoffs e as equipes classificadas de 7 a 14 participarão dos Playouts, mantendo (tanto nos Playoffs quanto nos Playouts) o total de pontos que ganharam durante o Temporada Regular.

### Play-offs
Os Play-offs serão realizados em 10 dias de jogo, ou seja, em 2 rodadas de 5 jogos cada, onde em cada rodada todas as equipes competirão contra todas as outras, por sorteio.
Será declarada campeã a equipe (das que participaram dos Play-offs) que após a conclusão dos Play-offs tiver a maior pontuação (ou seja, terá acumulado mais pontos durante a Temporada Regular e os Play-offs combinados).
Da mesma forma (soma dos pontos na Época Regular e nos Play-offs) serão determinadas as restantes posições do Campeonato (2º, 3º etc.) de onde surgirão as equipas que participarão nas Competições da UEFA. 

### Play-out
Os Play-outs serão realizados em sete dias de jogo, ou seja, uma rodada única em que todas as equipes competirão contra todas as outras, por sorteio. As equipes classificadas em 7º, 8º, 9º e 10º lugar na Temporada Regular competirão em quatro jogos em casa e três fora nos Play-outs, enquanto as demais equipes competirão em três jogos em casa e quatro jogos, jogos fora de casa nos Play-outs, em caso de empate. 
As posições 7 a 14 serão determinadas pelo total de pontos que as equipes participantes dos Play-outs ganharam cumulativamente durante a Temporada Regular e os Play-outs cumulativamente.
De acordo com o anúncio do campeonato, ao final da temporada, os 2 últimos times serão rebaixados para a Segunda Divisão.

## Participantes

### Promovidos e rebaixados
| Pos. | Rebaixados da Superliga Grega |
| ---- | ----------------------------- |
| 13°  | Ionikos                       |
| 14°  | Levadiakos                    |

| Pos. | Promovidos da Segunda Divisão |
| ---- | ----------------------------- |
| 1º   | Panserraikos                  |
| 2º   | Kifisia [en]                  |

### Informações dos clubes
| Clube            | Cidade    | Estádio                     | Capacidade | Títulos                |
| ---------------- | --------- | --------------------------- | ---------- | ---------------------- |
| AEK Atenas       | Atenas    | Estádio Agia Sophia         | 31.100     | 13 (atual campeão)     |
| Aris             | Salonica  | Estádio Kleanthis Vikelidis | 22.800     | 3 (último em 1945–46)  |
| Asteras Tripolis | Tripolis  | Estádio Asteras Tripolis    | 5.864      | 0 (nenhum)             |
| Atromitos        | Peristeri | Estádio Peristeri           | 10.200     | 0 (nenhum)             |
| Kifisia          | Rizoupoli | Estádio Georgios Kamaras    | 14.200     | 0 (nenhum)             |
| Lamia            | Lâmia     | Lamia Municipal Stadium     | 5.500      | 0 (nenhum)             |
| Olympiacos       | Pireu     | Estádio Karaiskakis         | 32.115     | 47 (último em 2021–22) |
| Panathinaikos    | Atenas    | Estádio Leoforos Alexandras | 15.000     | 20 (último em 2009–10) |
| Panetolikos      | Agrínio   | Estádio Panetolikos         | 7.321      | 0 (nenhum)             |
| Panserraikos     | Serres    | Serres Municipal Stadium    | 9.500      | 0 (nenhum)             |
| PAOK             | Salonica  | Estádio Toumba              | 28.703     | 3 (último em 2018–19)  |
| PAS Giannina     | Janina    | Estádio Zosimades           | 7.652      | 0 (nenhum)             |
| Volos            | Vólos     | Estádio Panthessaliko       | 22.700     | 0 (nenhum)             |

## Classificação

### Temporada Regular
| Pos | Equipe           | Pts | J  | V  | E  | D  | GP | GC | SG  | Classificação ou descenso |
| --- | ---------------- | --- | -- | -- | -- | -- | -- | -- | --- | ------------------------- |
| 1   | PAOK             | 60  | 26 | 19 | 3  | 4  | 66 | 20 | +46 | Play-off round            |
| 2   | AEK Atenas       | 59  | 26 | 17 | 8  | 1  | 60 | 25 | +35 | Play-off round            |
| 3   | Panathinaikos    | 56  | 26 | 17 | 5  | 4  | 62 | 21 | +41 | Play-off round            |
| 4   | Olympiacos       | 56  | 26 | 18 | 3  | 5  | 58 | 24 | +34 | Play-off round            |
| 5   | Aris             | 42  | 26 | 12 | 6  | 8  | 39 | 29 | +10 | Play-off round            |
| 6   | Lamia            | 34  | 26 | 9  | 7  | 10 | 35 | 44 | −9  | Play-off round            |
| 7   | Asteras Tripolis | 31  | 26 | 9  | 4  | 13 | 36 | 45 | −9  | Play-out round            |
| 8   | Atromitos        | 28  | 26 | 6  | 10 | 10 | 29 | 44 | −15 | Play-out round            |
| 9   | Panserraikos     | 27  | 26 | 6  | 9  | 11 | 28 | 45 | −17 | Play-out round            |
| 10  | OFI Creta        | 25  | 26 | 5  | 10 | 11 | 26 | 44 | −18 | Play-out round            |
| 11  | Panetolikos      | 20  | 26 | 4  | 8  | 14 | 26 | 46 | −20 | Play-out round            |
| 12  | Volos            | 20  | 26 | 4  | 8  | 14 | 24 | 49 | −25 | Play-out round            |
| 13  | Kifisia          | 19  | 26 | 3  | 10 | 13 | 28 | 56 | −28 | Play-out round            |
| 14  | PAS Giannina     | 18  | 26 | 3  | 9  | 14 | 25 | 48 | −23 | Play-out round            |

1. ↑  O Olympiacos foi punido pela perda de um ponto após torcedores lançarem  fogos de artifícios que feriu o jogador Juankar no jogo contra o Panathinaikos.

### Confrontos
| Mandante \ Visitante | AEK | ARIS | AST | ATR | KIF | LAM | OFI | OLY | PAO | PNE | PNS | PAOK | PAS | VOL |
| -------------------- | --- | ---- | --- | --- | --- | --- | --- | --- | --- | --- | --- | ---- | --- | --- |
| AEK Atenas           | —   | 1–0  | 4–2 | 2–1 | 3–0 | 3–0 | 3–0 | 1–1 | 2–2 | 3–0 | 1–1 | 2–0  | 4–2 | 3–0 |
| Aris                 | 3–3 | —    | 3–2 | 1–3 | 1–1 | 2–2 | 1–0 | 1–2 | 2–0 | 3–0 | 1–0 | 2–1  | 2–0 | 2–0 |
| Asteras Tripolis     | 0–3 | 3–2  | —   | 3–1 | 3–3 | 0–1 | 3–0 | 0–2 | 1–4 | 2–2 | 1–0 | 1–4  | 2–2 | 1–0 |
| Atromitos            | 0–5 | 0–2  | 0–0 | —   | 3–0 | 3–1 | 1–1 | 0–0 | 3–2 | 3–2 | 1–1 | 0–2  | 1–1 | 1–1 |
| Kifisia              | 1–1 | 0–1  | 1–3 | 2–1 | —   | 1–1 | 0–0 | 2–3 | 0–1 | 2–2 | 4–4 | 0–6  | 4–2 | 0–0 |
| Lamia                | 1–3 | 1–0  | 2–1 | 3–3 | 4–1 | —   | 2–2 | 1–0 | 1–2 | 1–0 | 0–2 | 0–2  | 2–1 | 1–2 |
| OFI Creta            | 2–0 | 3–2  | 0–2 | 1–1 | 1–2 | 1–1 | —   | 0–2 | 2–2 | 1–0 | 4–0 | 1–0  | 1–1 | 1–1 |
| Olympiacos           | 1–2 | 4–1  | 2–1 | 4–0 | 4–0 | 4–0 | 4–0 | —   | 0–3 | 3–1 | 2–0 | 2–4  | 3–1 | 4–0 |
| Panathinaikos        | 1–2 | 2–0  | 2–0 | 5–0 | 1–1 | 2–2 | 4–0 | 2–0 | —   | 2–1 | 5–0 | 2–2  | 2–0 | 3–0 |
| Panetolikos          | 2–2 | 0–4  | 0–1 | 1–0 | 3–0 | 1–2 | 1–1 | 1–2 | 0–5 | —   | 3–2 | 1–3  | 0–0 | 2–0 |
| Panserraikos         | 2–2 | 1–1  | 2–1 | 0–0 | 1–1 | 2–0 | 2–1 | 0–1 | 0–3 | 1–1 | —   | 0–2  | 3–2 | 2–2 |
| PAOK                 | 1–1 | 0–0  | 3–0 | 2–0 | 2–1 | 3–0 | 4–0 | 1–4 | 2–1 | 2–1 | 5–0 | —    | 4–0 | 3–0 |
| PAS Giannina         | 0–1 | 0–0  | 2–1 | 1–1 | 3–0 | 1–4 | 2–2 | 0–3 | 0–1 | 0–0 | 0–2 | 1–3  | —   | 1–1 |
| Volos                | 2–3 | 0–2  | 1–2 | 1–2 | 2–1 | 2–2 | 3–1 | 2–2 | 0–3 | 1–1 | 1–0 | 1–5  | 1–2 | —   |

## Play-off round
| Pos | Equipe        | Pts | J  | V  | E | D  | GP | GC | SG  | Classificado |     | PAOK | AEK | OLY | PAO | ARIS | LAM |
| --- | ------------- | --- | -- | -- | - | -- | -- | -- | --- | ------------ | --- | ---- | --- | --- | --- | ---- | --- |
| 1   | PAOK (C)      | 80  | 36 | 25 | 5 | 6  | 87 | 34 | +53 | Q2 L. Camp.  |     | —    | 3–2 | 2–0 | 4–1 | 0–1  | 3–1 |
| 2   | AEK Atenas    | 78  | 36 | 23 | 9 | 4  | 80 | 35 | +45 | Q2 L. Conf.  |     | 2–2  | —   | 1–0 | 3–0 | 2–0  | 3–0 |
| 3   | Olympiacos    | 74  | 36 | 23 | 5 | 8  | 78 | 36 | +42 | FL L. Europa |     | 2–1  | 2–0 | —   | 1–3 | 3–0  | 4–1 |
| 4   | Panathinaikos | 72  | 36 | 22 | 6 | 8  | 82 | 37 | +45 | Q2 L. Europa |     | 2–3  | 2–1 | 2–2 | —   | 0–1  | 3–1 |
| 5   | Aris          | 55  | 36 | 16 | 7 | 13 | 51 | 44 | +7  |              |     | 1–2  | 1–2 | 1–1 | 0–2 | —    | 3–1 |
| 6   | Lamia         | 35  | 36 | 9  | 8 | 19 | 43 | 79 | −36 |              | 1–1 | 0–4  | 1–5 | 0–5 | 2–4 | —    |     |

1. ↑  O Olympiacos se classificou para a fase de liga da Liga Europa por ter conquistado o título da Liga Conferência Europa da UEFA de 2023–24.
2. ↑  O Panathinaikos se classificou para a segunda pré-eliminatória da Liga Europa graças ao título da Copa da Grécia de 2023–24.

## Play-out round
| Pos | Equipe           | Pts | J  | V  | E  | D  | GP | GC | SG  | Rebaixado                                       |     | AST | PNS | PNE | OFI | ATR | VOL | KIF | PAS |
| --- | ---------------- | --- | -- | -- | -- | -- | -- | -- | --- | ----------------------------------------------- | --- | --- | --- | --- | --- | --- | --- | --- | --- |
| 7   | Asteras Tripolis | 38  | 33 | 11 | 5  | 17 | 40 | 55 | −15 |                                                 |     | —   | –   | –   | 1–1 | –   | 0–2 | 1–2 | –   |
| 8   | Panserraikos     | 38  | 33 | 9  | 11 | 13 | 37 | 53 | −16 |                                                 | 2–0 | —   | –   | 2–2 | –   | –   | 2–0 | 2–1 |     |
| 9   | Panetolikos      | 36  | 33 | 9  | 9  | 15 | 36 | 49 | −13 |                                                 | –   | 3–0 | —   | –   | 1–0 | 0–1 | –   | –   |     |
| 10  | OFI Creta        | 35  | 33 | 7  | 14 | 12 | 36 | 50 | −14 |                                                 | –   | –   | 1–2 | —   | 0–0 | –   | –   | 4–0 |     |
| 11  | Atromitos        | 34  | 33 | 7  | 13 | 13 | 36 | 53 | −17 |                                                 | 0–1 | 1–1 | –   | –   | —   | –   | –   | 3–2 |     |
| 12  | Volos            | 33  | 33 | 8  | 9  | 16 | 36 | 58 | −22 |                                                 | –   | 1–0 | –   | –   | 2–2 | —   | 4–1 | –   |     |
| 13  | Kifisia          | 28  | 33 | 6  | 10 | 17 | 38 | 68 | −30 | Rebaixamento à Segunda Divisão Grega de 2024–25 |     | –   | –   | 0–1 | 0–0 | –   | –   | —   | 2–3 |
| 14  | PAS Giannina     | 23  | 33 | 4  | 11 | 18 | 33 | 62 | −29 | Rebaixamento à Segunda Divisão Grega de 2024–25 |     | 0–1 | –   | 1–1 | –   | –   | 1–1 | –   | —   |

## Estatísticas
Atualizado em 19 de maio de 2024.

### Artilharia
| Pos. | Jogador          | Equipe           | Gols |
| ---- | ---------------- | ---------------- | ---- |
| 1    | Loren Morón      | Aris             | 20   |
| 2    | Ayoub El Kaabi   | Olympiacos       | 18   |
| 3    | Ognjen Ožegović  | Kifisa           | 16   |
| 4    | Fotis Ioannidis  | Panathinaikos    | 15   |
| 5    | Ezequiel Ponce   | AEK Atenas       | 14   |
| 6    | Juan Miritello   | Asteras Tripolis | 13   |
| 6    | Levi García      | AEK Atenas       | 13   |
| 8    | Daniel Podence   | Olympiacos       | 11   |
| 9    | Andrija Živković | PAOK             | 10   |
| 9    | Bernard          | Panathinaikos    | 10   |
| 9    | Carlitos         | Lamia            | 10   |
| 9    | Kiril Despodov   | PAOK             | 10   |

### Hat-tricks
| Jogador        | Para          | Contra      | Resultado | Data                   |
| -------------- | ------------- | ----------- | --------- | ---------------------- |
| Bernard        | Panathinaikos | Panetolikos | 5–0 (F)   | 16 de setembro de 2023 |
| Ezequiel Ponce | AEK Atenas    | Atromitos   | 5–0 (F)   | 21 de janeiro de 2024  |

## Prêmios

### Jogador Stoiximan do Mês
| Mês       | Jogador           | Equipe     | Ref    |
| --------- | ----------------- | ---------- | ------ |
| Agosto    | Georgios Masouras | Olympiacos | [ 10 ] |
| Setembro  | Ayoub El Kaabi    | Olympiacos | [ 11 ] |
| Outubro   | Niclas Eliasson   | AEK Atenas | [ 12 ] |
| Novembro  | Loren Morón       | Aris       | [ 13 ] |
| Dezembro  | Kiril Despodov    | PAOK       | [ 14 ] |
| Janeiro   | Kiril Despodov    | PAOK       | [ 15 ] |
| Fevereiro | Ezequiel Ponce    | AEK Atenas | [ 16 ] |
| Março     | Loren Morón       | Aris       | [ 17 ] |
| Abril     | Santiago Hezze    | Olympiacos | [ 18 ] |